# 第39屆日本電影學院獎
第39屆日本電影學院獎，是日本電影學院獎每年所舉辦表彰優秀電影人士的頒獎禮，於2016年3月4日公布獲獎名單並舉行頒獎儀式。

## 受賞者

### 最優秀作品賞
- 海街日記

#### 優秀作品賞
- 海難1890
- 日本最長的一日
- 若與母親同住
- 百元之戀

### 最優秀動畫作品賞
- 怪物的孩子

#### 優秀動畫作品賞
- 好想大聲說出心底的話。
- 百日紅
- 七龍珠Z 復活的F
- LoveLive! 學園偶像電影

### 最優秀導演賞
- 是枝裕和《海街日記》

#### 優秀導演賞
- 大根仁《爆漫王》
- 武正晴《百元之戀》
- 田中光敏《海難1890》
- 原田眞人《日本最長的一日》

### 最優秀脚本賞
- 足立紳《百元之戀》

#### 優秀脚本賞
- 小松江里子《海難1890》
- 是枝裕和《海街日記》
- 原田眞人《日本最長的一日》
- 山田洋次・平松恵美子《若與母親同住》

### 最優秀主演男優賞
- 二宮和也《若與母親同住》

#### 優秀主演男優賞
- 内野聖陽《海難1890》
- 大泉洋《投靠女與出走男》
- 佐藤浩市《起終点駅 ターミナル》
- 役所広司《日本最長的一日》

### 最優秀主演女優賞
- 安藤樱《百元之戀》

#### 優秀主演女優賞
- 绫濑遥《海街日記》
- 有村架純《墊底辣妹》
- 樹木希林《戀戀銅鑼燒》
- 吉永小百合《若與母親同住》

### 最優秀助演男優賞
- 本木雅弘《日本最長的一日》

#### 優秀助演男優賞
- 浅野忠信《若與母親同住》
- 新井浩文《百元之戀》
- 伊藤淳史《墊底辣妹》
- 染谷将太《爆漫王》
- 本木雅弘《天空之蜂》

### 最優秀助演女優賞
- 黒木華《若與母親同住》

#### 優秀助演女優賞
- 夏帆《海街日記》
- 長澤雅美《海街日記》
- 滿島光《投靠女與出走男》
- 吉田羊《墊底辣妹》

### 話題賞

#### 俳優部門
- 桃色幸運草Z《幕が上がる》

#### 作品部門
- 《爆漫王》

### 新人俳優賞
- 有村架純《墊底辣妹》
- 土屋太鳳《Orange橘色奇蹟》
- 廣瀨鈴《海街日記》
- 藤野涼子《所羅門的偽證 前篇・事件/ 後篇・裁判》
- 篠原篤《恋人たち》
- 野田洋次郎《トイレのピエタ》
- 山崎賢人《Orange橘色奇蹟》・《女主角失格》
- 山田涼介《電影 暗殺教室》

### 最優秀音楽賞
- 魚韻《爆漫王》

#### 優秀音楽賞
- 大島滿《海難1890》
- 菅野洋子《海街日記》
- 富貴晴美《日本最長的一日》
- 安川午朗《所羅門的偽証 前篇・事件》

### 最優秀撮影賞
- 瀧本幹也《海街日記》

#### 優秀撮影賞
- 柴主高秀《日本最長的一日》
- 近森眞史《若與母親同住》
- 永田鉄男《海難1890》
- 藤澤順一《所羅門的偽証 前篇・事件》

### 最優秀照明賞
- 藤井稔恭《海街日記》

#### 優秀照明賞
- 宮西孝明《日本最長的一日》
- 渡邊孝一《若與母親同住》
- 安藤清人《海難1890》
- 金沢正夫《所羅門的偽証 前篇・事件》

### 最優秀美術賞
- 花谷秀文《海難1890》

#### 優秀美術賞
- 都築雄二《爆漫王》
- 出川三男《若與母親同住》
- 原田哲男《日本最長的一日》
- 三ツ松けいこ《海街日記》

### 最優秀録音賞
- 松陰信彦《海難1890》

#### 優秀録音賞
- 岸田和美《若與母親同住》
- 弦巻裕《海街日記》
- 照井康政（録音）・矢野正人（整音）《日本最長的一日》
- 渡辺真司《爆漫王》

### 最優秀編集賞
- 大関泰幸《爆漫王》

#### 優秀編集賞
- 石井巌《若與母親同住》
- 川島章正《海難1890》
- 是枝裕和《海街日記》
- 原田遊人《日本最長的一日》

### 最優秀外国電影賞
- 美國狙擊手

#### 優秀外国作品賞
- 金牌特務
- 進擊的鼓手
- 瘋狂麥斯：憤怒道
- 007：惡魔四伏

### 會長特別賞
（從缺）

### 協會特別賞
- 松田和夫（服裝）
- ガル・エンタープライズ（預告編製作）

### 協會榮譽賞
- 仲代達矢（演員）

## 外部連結
- 第39回獲獎名單 （页面存档备份，存于）（日語）